# پترلا سالتو
پترلا سالتو (به ایتالیایی: Petrella Salto) یک کومونه در ایتالیا است که در استان ریتی واقع شده‌است. پترلا سالتو ۱۰۲٫۰ کیلومتر مربع مساحت و ۱٬۳۰۸ نفر جمعیت دارد و ۷۸۶ متر بالاتر از سطح دریا واقع شده‌است.